# Ад в клетке

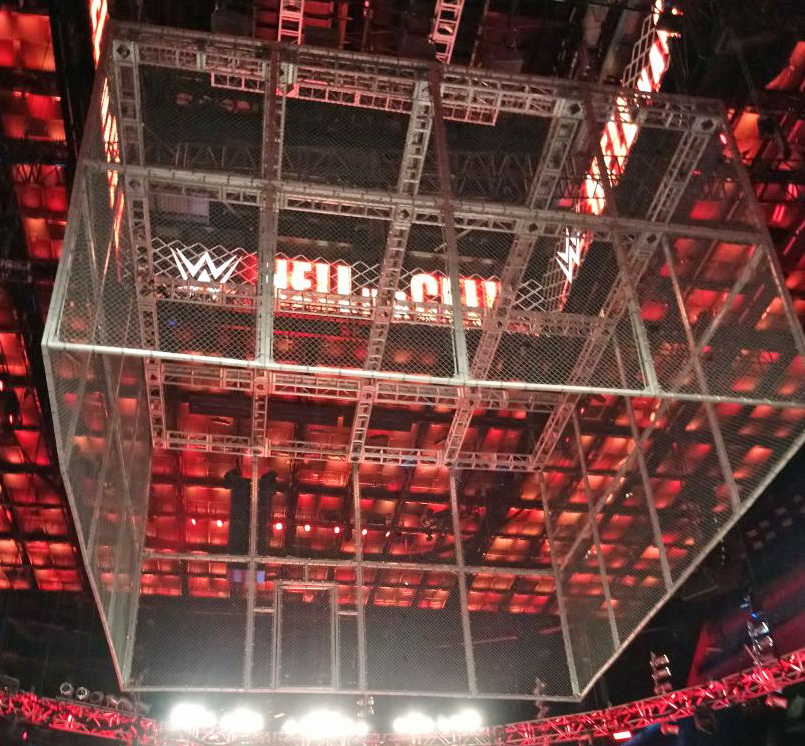
Конструкция «Ада в клетке» на шоу WWE Hell in a Cell в октябре 2017 года.

Ад в клетке (англ. Hell in a Cell) — это матч в стальной клетке в рестлинге, который появился в 1997 году в World Wrestling Federation (WWF, ныне WWE). В нем используется большая клетка, представляющая собой пятисторонний кубоид из стальной сетки открытого плетения, ограждающей ринг и зону ринга. В отличие от матча в стальной клетке (англ. steel cage match), единственный способ выбраться из «Ада в клетке», не повредив конструкцию клетки, — через встроенную дверь, которая является частью клетки и запирается цепями и навесным замком. Победа обычно засчитывается только в случае удержания или болевым на ринге (однако Triple H удержал Криса Джерико на вершине клетки, чтобы выиграть матч «Ад в клетке» на Judgment Day в мае 2002 года), а дисквалификации не допускаются.
Оригинальная клетка была высотой 16 футов (4,9 м) и весила более двух тонн, но с тех пор ее заменили на более прочную версию высотой 20 футов (6,1 м) и весом пять тонн. Первый матч состоялся на шоу Badd Blood: In Your House в октябре 1997 года, и с тех пор было проведено в общей сложности 49 матчей «Ад в клетке». В 2009 году этот тип матча породил свое собственное одноименное шоу WWE Hell in a Cell, и с тех пор это событие проводится ежегодно в октябре, хотя один раз в сентябре и один раз в июне. В рамках этого события обычно проводится от одного до трех матчей «Ад в клетке»; главное событие всегда является матчем «Ад в клетке».
Первоначальная концепция матча «Ад в клетке» была разработана Джимом Корнеттом. Он описал её как сочетание клетки, окружающей большую часть ринговой зоны (такая конструкция, по его словам, была популярна в рестлинг-промоушенах Мемфиса), и клетки, используемой в National Wrestling Alliance и World Championship Wrestling для матчей WarGames (у которой был верх на клетке). На видеоподкасте в октябре 2015 года Винс Руссо сказал, что Корнетт, вероятно, действительно придумал концепцию, но название «Ад в клетке» пришло от него. WWE считает, что типа матча основан на поединке Last Battle of Atlanta в 1983 году.